# Paul Moerman
Paul Moerman (Amsterdam, 28 april 1971) is een voormalig Nederlands honkballer.
Moerman begon met honkbal bij de vereniging Thamen in Uithoorn. Hij werd in 1989 samen met Frans Groot geselecteerd voor het Nederlands team nadat hij met de interregionale jeugdselectie van 16-21 jaar landskampioen bij de junioren was geworden. Met Matty van Ewijk als werper (uitslag 7-3 tegen Hoofddorp Pioniers).In 1990 kwam hij samen met Groot naar HCAW in Bussum waar hij twee jaar voor zou uitkomen. In 1991 haalde hij met dit team de Holland Series. Tussen 1989 en 1991 kwam hij uit voor het Nederlands honkbalteam.